# Fritz Waerndorfer

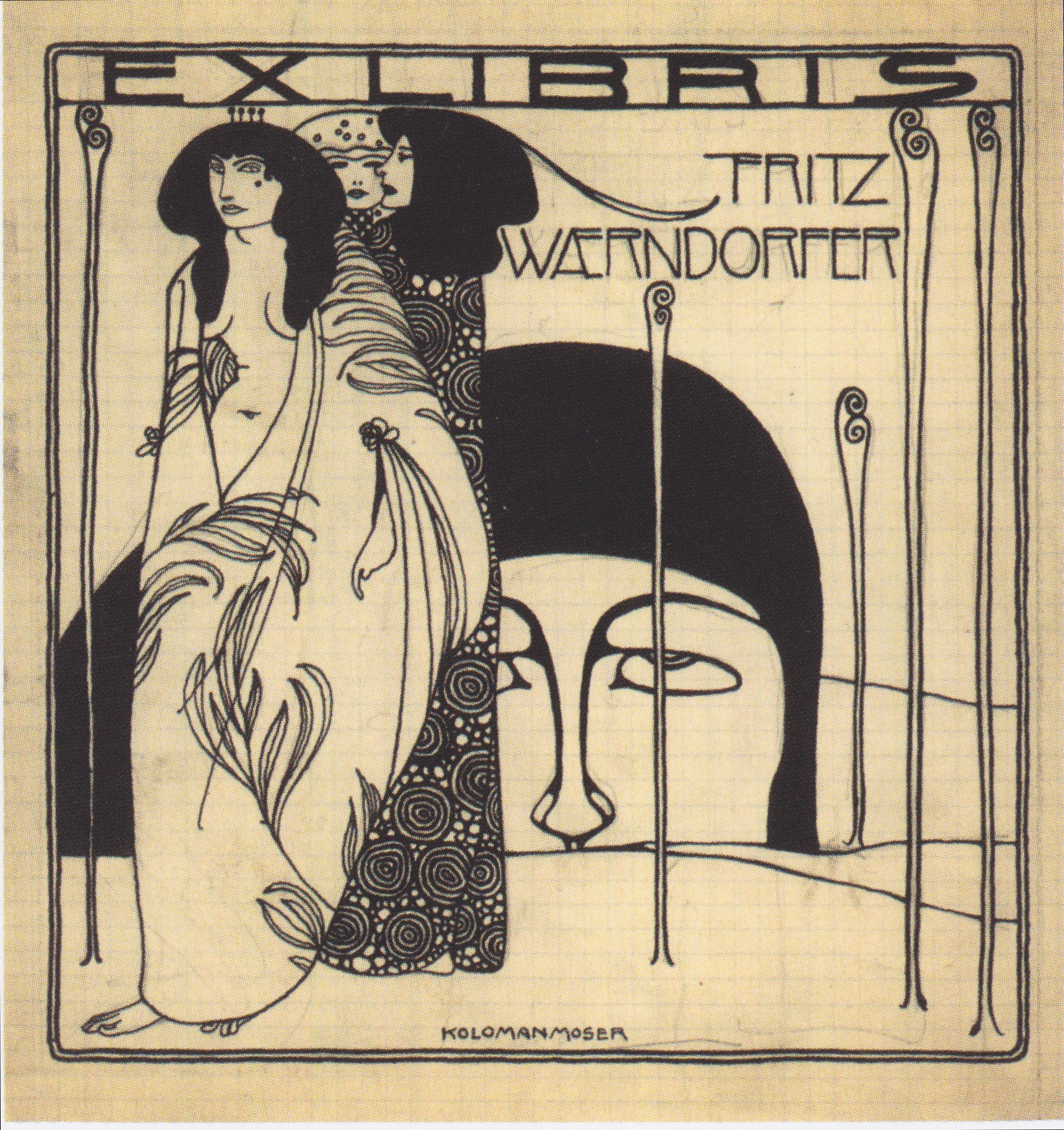
Exlibris für Waerndorfer, entworfen von Kolo Moser, 1903

Friedrich Waerndorfer, ursprünglich Wärndorfer (* 5. Mai 1868 in Wien; † 9. August 1939 in Bryn Mawr, Pennsylvania), war österreichischer Unternehmer, Mäzen und Gründungsmitglied der Wiener Werkstätte.

## Leben
Fritz Waerndorfer stammte aus der jüdischen Industriellenfamilie Wärndorfer, die einen der größten baumwollverarbeitenden Betriebe der österreichischen Monarchie besaß.
Er war der Sohn von Samuel Wärndorfer (* 1842; † 1912) und seiner Frau Berta geb. Neumann (* 1844; † 1921). 1895 heiratete er die Übersetzerin Lili Jeanette geb. Hellmann (* 1874 in Wien; † 1952 Nyack, New York), mit der er drei Kinder hatte: Helene („Helen“) verh. Bunzl (* 1897; † 1938), Karl Richard („Charles Richard Warndof“) (* 1899; † 1983). und Herbert (* 1905; † 1924). Die Ehe zwischen Fritz und Lili wurde 1930 geschieden. 1931 heiratete er die junge englisch-stämmige Pianistin und Komponistin Fiona McCleary (* 1900; † 1986).
Durch Hermann Bahr kam er in Kontakt mit der Wiener Secession und ihren führenden Mitgliedern wie Josef Hoffmann, Gustav Klimt und Koloman Moser.
Fritz Waerndorfer bestellte 1902 bei Charles Rennie Mackintosh aus Glasgow die Einrichtung eines Musiksalons in der Villa in Wien 18., Carl-Ludwig-Straße 45 (heute Weimarer Straße 59, Ecke Colloredogasse 19), in der er und seine Frau mit seinem Vater Samuel (1843–1907) und seinem Bruder August (1865–1940) wohnten. Der Vater und die beiden Brüder waren 1902 (in der Schreibung Wärndorfer) in Lehmann's allgemeinem Wohnungs-Anzeiger für Wien als Gesellschafter der Náchoder Baumwollspinnerei Wärndorfer, Benedict, Mautner eingetragen. Mackintoshs Frau Margaret MacDonald entwarf zur gleichen Zeit einen Fries für den Salon nach Motiven des belgischen Dichters Maurice Maeterlinck „Die sieben Prinzessinnen“.

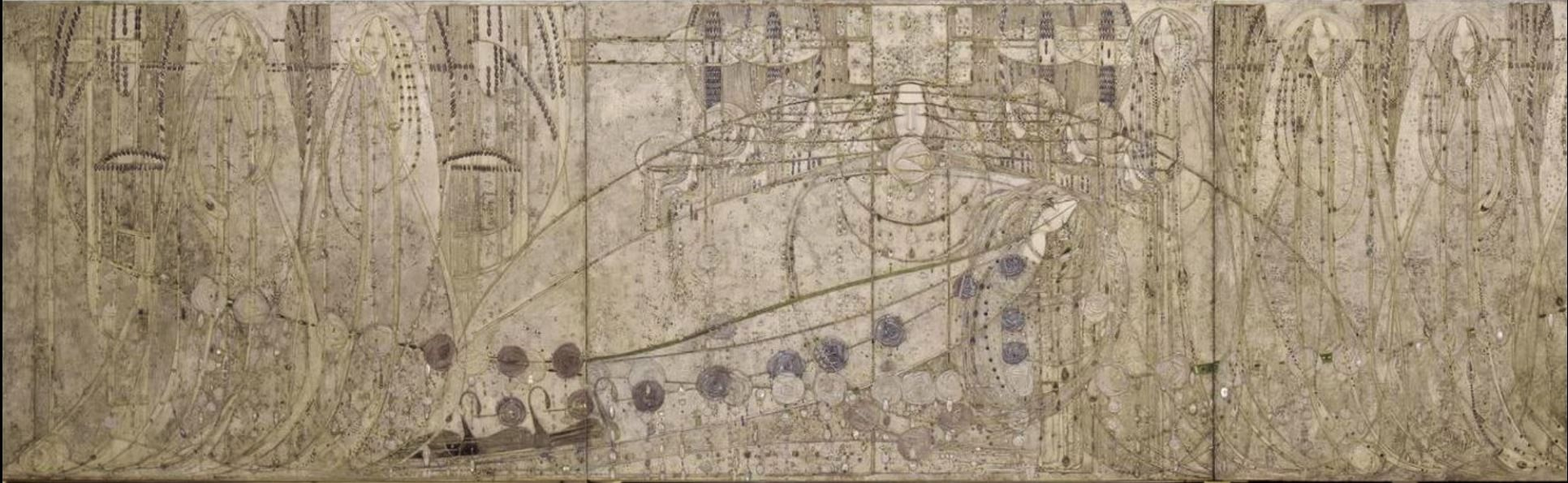
Sog. Waerndorfer-Fries aus dem Musiksalon der Villa Waerndorfer in Wien, 1906, ausgestellt im MAK Wien

1903 finanzierte Fritz Waerndorfer die Gründung der Wiener Werkstätte und wurde ihr kommerzieller Direktor. 1913 musste er persönlich Konkurs anmelden, wobei er und seine Frau seinem Sohn zufolge 12,5 Millionen Kronen einbüßten, und emigrierte 1914 unter dem Druck seiner Familie mit Frau und Sohn in die USA. (Die ebenfalls konkursreife Wiener Werkstätte GmbH wurde von Otto Primavesi, Moritz Gallia und anderen gerettet.) In den Vereinigten Staaten wurde er zunächst Farmer, arbeitete dann als Entwerfer für eine Textilfirma und begann Aquarelle zu malen, die 1927 in der Galerie Otto Nirenstein (später als Otto Kallir bekannt) in Wien gezeigt wurden.
Fritz Waerndorfer besaß eine umfangreiche und hochkarätige Kunstsammlung, die heute verstreut ist und sich anhand von Fotos und anderen Dokumenten nur mehr schwer rekonstruieren lässt. Von Gustav Klimt, den Waerndorfer besonders schätzte, erwarb er wichtige Werke wie z. B. Pallas Athene oder Die Hoffnung I. Unter anderem gehörten zu seiner Sammlung ca. 150 Briefe von Aubrey Beardsley und Arbeiten des belgischen Bildhauers und Graphikers Georg Minne, beides Künstler, die von den Secessionisten in Ausstellungen gewürdigt worden waren. Einen weiteren Schwerpunkt bildeten zahlreiche graphische Arbeiten von Koloman Moser und Marcus Behmer.
Seine umfangreichen Briefe an Carl Otto Czeschka, der 1907 von Wien nach Hamburg an die Kunstgewerbeschule berufen wurde, dokumentieren Czeschkas weitere intensive Zusammenarbeit mit der Wiener Werkstätte.
In den USA nannte er sich „Frederick Warndof“ bzw. „Fred Warndof“ und betätigte sich als Farmer, Designer und Maler. Er starb am 9. August 1939 nahe Philadelphia in Bryn Mawr (Pennsylvania).